# Burgruine Taxenbach
Das Burgruine Taxenbach  ist die Ruine einer Höhenburg in der Gemeinde Taxenbach im Bezirk Zell am See von Salzburg (Schloßberg 1). Der Schlossberg befindet sich südlich des Marktes auf der orografisch linken Seite der Salzach. Die Burg bestand vermutlich aus einem gemauerten Turm und einer diesen umgebenden Ringmauer. Ein Meierhof befand sich unterhalb des Gemäuers.

## Geschichte
Erzbischof Friedrich III. von Leibnitz erwarb 1323 das Gericht Taxenbach. Dabei musste ein geeignetes Gebäude als Sitz des Pfleggerichts gefunden werden. Die hier bislang vorhandene Edtburg war in der Folge des Deutschen Thronstreites und der Schlacht von Mühldorf zerstört worden; deshalb wurde nach einem neuen Standort gesucht. Der Erzbischof tauschte dabei ein Grundstück, das dem Pfarrer von Taxenbach gehörte, gegen eines in Dienten ein. Dieses damals als Dechantshofbühel bezeichnete Grundstück wurde als geeignet gefunden, um hier einen Wehrbau zum Schutz des Marktes und der Übergänge über die Ache zu errichten. Von dieser neuen Burg wurde ab 1325 das Pfleggericht verwaltet. Hier waren der Pfleger und der Gerichtsschreiber untergebracht, zudem befand sich hier auch ein Gefängnis.
Im Bauernkrieg gegen Erzbischof Matthäus Lang von 1525/26 wurde diese Burg zerstört; die letztendlich besiegten Bauern wurden aber verpflichtet, die Burg wieder aufzubauen, was 1564 geschah. Gegen Ende des 16. Jahrhunderts galt die zur Burg führenden Wasserleitung als gänzlich verfallen. 1606 lautete eine Beschreibung: „Schloss Tächsenpach ist blöslich ein Thurn, welcher nit allain im Tach, sondern auch im Gemeyer aller pauföllig, dabey ein cleines Höfl, mit einem Rinkmeyerl eingefangen, in welchem ain Rosställel auf zwey Pfert“. Wegen der schlechten Luft durch den Hüttenrauch von Lend und wegen angeblichen Geisterspukes wollte niemand mehr in der Anlage wohnen. Der Taxenbacher Pfleger Christoff von Hirschau nahm so seinen Wohnsitz in Zell am See, von wo er mehrmals wöchentlich nach Taxenbach ritt. Erzbischof Markus Sittikus von Hohenems befahl 1615, dass der Pfleger wieder auf der Burg zu leben habe, um den Verfall des Baus zu verhindern. Bereits unter dem neuen Pfleger Josef Wilpendorfer war die Burg wieder ausreichend bewohnbar. Nach dem Marktbrand von 1622 wurde das dortige Amtshaus wieder aufgebaut und der Gerichtsschreiber wohnte ab 1657 in diesem. Mitte des 17. Jahrhunderts wurden Sprünge in Küche, Keller und Gewölben der Burg festgestellt. 1673 wurden die Mauern der Burg verstärkt und ein Archiv eingebaut. 1690 entstanden große Schäden durch ein Erdbeben. 1699 schickt der Pfleger eine Liste mit Baumängeln an die erzbischöfliche Hofkammer, dabei war auch die Klage, dass ein Fresko des Erzbischofs Paris Lodron, das oberhalb des Tores gegen den Markt zu verblasst sei und erneuert werden sollte. Im letzten Jahrzehnt des 17. Jahrhunderts wurden sämtliche Fenster der Burg mit Bruch- und Butzenscheiben verglast. Im Depot der Burg lagerten bis 1770 100 Musketen, wiewohl der größte Teil der Munition fehlte, dann kamen diese nach Salzburg. Im Zuge des Neubaus des Pfleggerichts im Ort übersiedelte der Pfleger 1768 dorthin (2013 ist hier die Polizeiwache untergebracht).

## Burgruine Taxenbach heute
Im Zuge des napoleonischen Kriege wird 1809 in der Umgebung von Taxenbach (Halbstundenbrücke) heftig gekämpft. 400 Pinzgauer Bauern hindern die bayrische Division Deroy einen Tag lang am Vormarsch in Richtung Tirol. Letztendlich kam Taxenbach an Bayern. Die königlich-bayerische Finanzkammer versteigerte 1812 das Schloss Taxenbach mit allen umgebenden Liegenschaften. Den Zuschlag erhielt Johann Rathgeb. 1872 gehörte der bereits stark vernachlässigte Bau Rupert Grabmaier, es lebten damals Privatparteien im Schloss. Im November 1872 brannte das Schloss durch Unvorsichtigkeit ab und wurde nicht mehr aufgebaut. Steine des Schlosses wurden 1938 für die Erweiterung der Volksschule verwendet. 1960 soll die Ruine mit Grundmauern bis zu 5 m noch aufrecht gewesen sein; die Ostmauer (gegen die Kitzlochklamm) war 15 m lang, die Nordmauer (in Richtung Markt) 46 m, die Südmauer (Richtung Salzach) 46 m, die Westmauer (Richtung Dechantbühel) war bereits abgetragen, hatte früher eine Länge von 19 m. Die Burg verfügte über einen Notausgang zur Salzach hin und über einen unterirdischen Gang, der durch den Dechantbühel in den Markt hinein führte. Der Eingang zu diesem Stollen war innerhalb der Ruine 1930 noch zu sehen.
1962 entstanden auf den alten Grundmauern Neubauten. Der Schlossberg wird im Jahre 1991 von der Marktgemeinde Taxenbach erworben. Nur mehr wenige Reste der einstigen Ringmauer erinnern heute an die Geschichte der ehemaligen Burg. Diese Reste wurden allerdings gesichert und vom Bewuchs befreit.